# Lupinus alirevolutus
Lupinus alirevolutus är en ärtväxtart som beskrevs av Charles Piper Smith. Lupinus alirevolutus ingår i släktet lupiner, och familjen ärtväxter. Inga underarter finns listade i Catalogue of Life.